# Na kraj sveta...
Na kraj sveta... (На край света…) è un film del 1975 diretto da Rodion Rafailovič Nachapetov.

## Trama
Il film racconta di un ragazzo di nome Volodja, che era stanco dei suoi parenti e ha deciso di scappare da loro. Per strada incontra persone diverse, trova lavoro in un cantiere edile e si innamora.